# Hüslibrücke über den Wattbach
Die Hüslibrücke über den Wattbach ist eine historische Gedeckte Brücke über den Wattbach im Sittertobel bei St. Gallen in der Schweiz. 

## Lage
Die Brücke befindet sich im Zweibruggen genannten Gebiet an der Mündung des Wattbachs in die Sitter. Sie überführte den ehemaligen Saumweg von Hundwil über Stein nach St. Gallen. Die Grenze zwischen dem Kanton St. Gallen und dem Kanton Appenzell Ausserrhoden verläuft im Wattbach, sodass der südliche Teil der Brücke in der Gemeinde Teufen, der nördliche auf dem Gebiet des Quartiers Haggen in der Stadt St. Gallen liegt.   

## Geschichte
Ein Übergang an der Stelle der heutigen Brücke wurde 1655 erstmals erwähnt. Die heutige Hüslibrücke wurde 1787 erbaut und 1974 saniert. Sie hat keine Funktion mehr, weil der nördlich der Brücke liegende Teil des alten Saumwegs, die Hundwiler Leiter nicht mehr vorhandene ist. Dieses sehr steiler Wegstück im oberen Teil des Ausstieg aus dem Sittertobel war mit Stufen versehen, die im Gelände immer wieder abgerutscht sind. Nach dem Bau der Haggenbrücke wurde der Weg nicht mehr hergestellt.  
Das Bauwerk ist 14,2 m lang und 2,1 m breit. Es befindet sich im Besitz der Stadt St. Gallen, obwohl die Hälfte der Brücke auf Teufener Boden liegt. Das Dach der Brücke ist mit Ziegeln belegt, sodass es an das Dach eines Wohnhauses erinnert. Die Bezeichnung Hüslibrücke dürfte darauf Bezug nehmen.